# Dendrophagus cygnaei
Dendrophagus cygnaei är en skalbaggsart som beskrevs av Mannerheim 1846. Dendrophagus cygnaei ingår i släktet Dendrophagus och familjen smalplattbaggar. Inga underarter finns listade i Catalogue of Life.